# إرنست تشارلز
إرنست تشارلز (بالإنجليزية: Ernest Charles)‏ هو ملحن أمريكي، ولد في 21 نوفمبر 1895 في منيابولس في الولايات المتحدة، وتوفي في 16 أبريل 1984 في بيفرلي هيلز في الولايات المتحدة.

## وصلات خارجية
- إرنست تشارلز على موقع ميوزك برينز (الإنجليزية)
- إرنست تشارلز على موقع ديسكوغز (الإنجليزية)